# Janosik (film 1963)
Janosik (słow. Jánošík) – dwuczęściowy czechosłowacki film historyczny z 1963 roku w reżyserii Paľo Bielika, opowiadający o zbójniku Juraju Jánošíku. 
Polska premiera odbyła się wraz z dokumentem „Problem – papier” WFO.

## Obsada
- František Kuchta – Juro Janosik
  - Vladimir Černý – mały Janosik
- Ctibor Filčík – Hrajnoha
- Dušan Blaškovič – Surovec
- Ondrej Jariabek – Gajdosik
- Martin Ťapák – Uhorćik
- Vojtech Brázdovič – Ilcik
- Lucia Popp – Teresa
- Andrej Bagar – hrabia Zurayi
- Jozef Kroner – ojciec Uhorćika
- Eduard Bindas – Aurel Zurayi
- Viliam Záborský – Zubor
- Samuel Adamčík – ojciec Domanič
- Jaroslav Rozsíval – ojciec Janosika
- Magdalena Husáková-Lokvencová – matka Janosika
- Karol Zachar – dziadek Janosika
- Elena Latečková-Rampáková – Prepelica
- Vilma Jamnická – ślepa babka
- František Dibarbora – sędzia Ockayi
- Martin Gregor – hrabia Dolinayi
- Milan Jablonský – Béla Dolinayi

## Wersja polska
Reżyseria: Romuald Drobaczyński

Udział wzięli:
- Krzysztof Chamiec – Juro Janosik
  - J. Żywiecki – mały Janosik
- Bogusław Sochnacki – Hrajnoha
- Jerzy Szpunar – Surovec
- Sławomir Misiurewicz – Gajdosik
- Bogumił Antczak – Uhorćik
- Maciej Małek – Ilcik
- Zygmunt Zintel – ojciec Uhorćika
- Janusz Kubicki – Aurel Zurayi
- Marian Wojtczak – Zubor

Źródło: